# 빔아이즈빔
빔아이즈빔(Beam Eyes Beam)은 대한민국서울특별시의 5인조 Rock 밴드이다.

## 생애
1998년 4인조 멜로코어 밴드 들뜬마음 가라 앉히고의 멤버였던 에로기타를 중심으로 Ska punk 밴드 비치벨리의 장창과 마이너 멜로코어 밴드 오드아이의 순과 나츠, 재즈 피아니스트로 활동중인 리모가 만나 결성되었으며 디지털 싱글 앨범 So sorry..발매를 시작으로 현재까지 홍대클럽을 중심으로 활동하고 있다. 감성짙은 멜로디와 가사를 무기로, 스타일리쉬 음악을 선보이고 있다.

## 멤버 구성
- 장창 (보컬)
- 에로기타 (전기 기타)
- 순 (베이스 기타)
- 리모 (키보드)
- 나츠 (드럼)

## 앨범

### 싱글 앨범
- 《So sorry..》, 2011년
- 《Newmoon》, 2011년

## Music Video
- 《우울한 편지》, 2011-'TOP Band'[깨진 링크(과거 내용 찾기)] KBS
- 《Newmoon》, 2011-Official video

## 활동
- 2009 일본 Fuji TV 주관 뉴이어 월드락 페스티발 출연
- 2010 프로펠러21 앨범발매 쇼케이스 게스트
- 2010 황보령=Smacksoft, 99앵거, 빔아이즈빔 합동 공연
- 2011 부산, 대구 투어
- 2011 플로팅스테이지 콘서트 참여
- 2011 뮤지컬 '아이다' 배우 김호영의 드림플레이스 콘서트 참여
- 2011 KBS 톱밴드 초청공연
- 2011 수원시청 주관 수원문화제 인디밴드 콘서트 참여.

## 웹사이트
- (한국어) Official Blog 보관됨 2016-03-04 - 웨이백 머신
- (한국어/영어) Official Twitter
- (한국어/영어) Official Facebook Page
- (영어) Official Reverbnation